# Kroatien i olympiska vinterspelen 1998
Kroatien deltog i olympiska vinterspelen 1998. Kroatiens trupp bestod av 6 idrottare varav 4 var män och 2 var kvinnor. 

## Resultat

### Alpin Skidåkning
- Super-G
  - Vedran Pavlek - 30
  - Renato Gašpar - 32

- Storslalom herrar
  - Thomas Lödler - 23
  - Vedran Pavlek - 28
  - Renato Gašpar - ?

- Slalom herrar
  - Thomas Lödler - ?

- Störtlopp damer
  - Janica Kostelić - 25

- Super-G damer
  - Janica Kostelić - 26

- Storslalom herrar
  - Janica Kostelić - 24

- Slalom damer
  - Janica Kostelić - ?

- Kombinerad damer
  - Janica Kostelić - 8

### Längdskidåkning
- 10 km herrar
  - Antonio Rački - ?

- 10+15 km herrar
  - Antonio Rački - ?

### Konståkning
- Singel damer
  - Ivana Jakupčević - ?